# Palazzo Legnani-Pizzardi

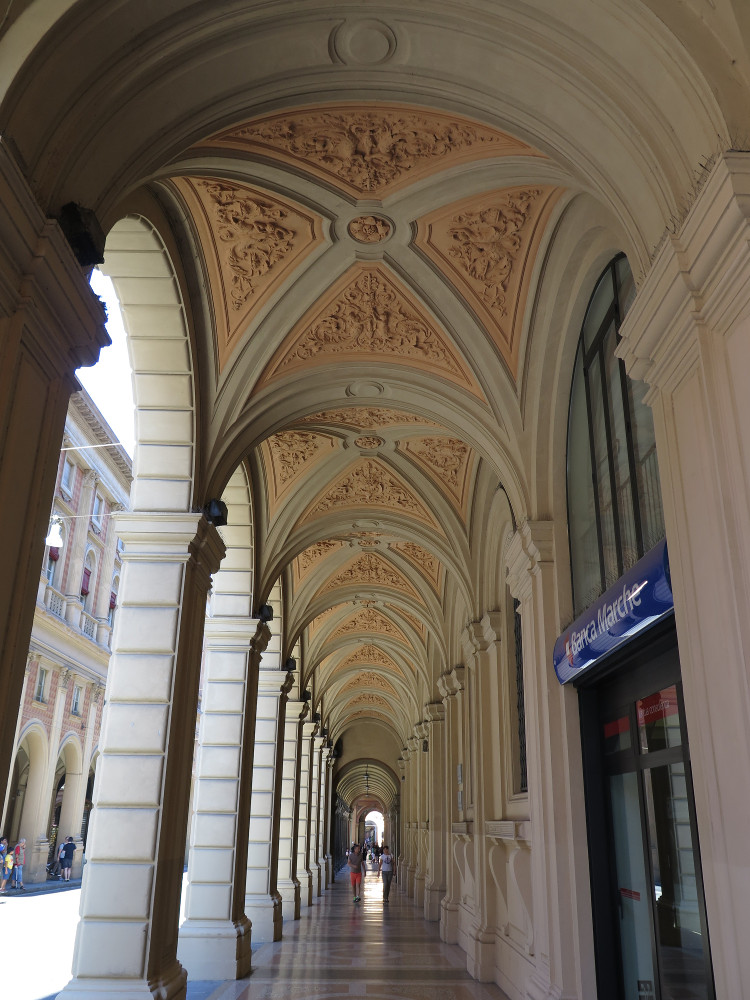
Vorhalle des Palazzo Legnani-Pizzardi

Der Palazzo Legnani-Pizzardi (auch Palazzo Pizzardi e Volta oder einfach Palazzo Pizzardi) ist ein Renaissancepalast im Zentrum von Bologna in der italienischen Region Emilia-Romagna. Er liegt in der Via d'Azeglio 38 an der Ecke zur Via Farini. Heute sind dort die Justizbehörden von Bologna untergebracht.

## Geschichte
Der Bau des Palastes begann Ende des 16. Jahrhunderts auf demselben Grundstück, auf dem vorher ein Palast stand, der der Familie Carbonesi gehörte und dann 1379 von Giovanni da Legnano, einem Juristen von europäischem Rang und Generalvikar von Bologna ab 1377. 1506 wurden die Legnanis durch Papst Julius II. mit dem Senatorenamt betraut (eine Ehre, die sie fast ununterbrochen bis zur Abschaffung des Bologneser Senats 1797 innehatten.) 1587 beauftragte Alessandro Legnani die Baumeister Francesco Terriblia und Francesco Guerra mit der Gestaltung der Fassade.
Die große Eingangstreppe wurde vom großen Architekten des 17. Jahrhunderts, Gabriele Chellini, geplant. Der Palast wurde mit Fresken von Giovanni Antonio Burrini und Giuseppe Maria Mazza dekoriert.
1757 starb Filippo Legnani und damit endete der Senatorenzweig der Familie. Später im 18. Jahrhundert wurden auch Verzierungen von Antonio Galli da Bibiena angebracht und erhielt Verschönerungen von den Gebrüdern Petronio und Francesco Tadolini, einschließlich einer imposanten Statue des Herkules und ein Paar Zentauren von Furietti. 1796 wurden die Privilegien des Adels und des Senates durch die napoleonische Besetzung abgeschafft und Girolamo Legnani Ferri zum Gonfaloniere ernannt.
Anfang des 19. Jahrhunderts enthielt die Sammlung von Gemälden Werke von Jacopo da Pontormo, Paolo Veronese, Antonio da Correggio, Denys Calvaert, Annibale und Agostino Carracci, Guido Reni, Prospero Fontana, Bartolomeo Cesi, Bartolomeo Passerotti, Domenichino, Elisabetta Sirani, Nicolò dell'Abate und Donato Creti. Die Sammlung ging später verloren.
Der Palast hatte verschiedene Besitzer, bis ihn in der ersten Hälfte des 19. Jahrhunderts der Markgraf Camillo Pizzardi, Angehöriger einer weiteren, alten Bologneser Senatorenfamilie, kaufte. 1854 fiel das Anwesen an Camillos Enkel, Luigi Pizzardi, der von Luigi Carlo Farini zum „ersten Bürgermeister des freien Bologna“ und Senator des Königreiches Italien ernannt wurde. Die Familie Pizzardi besaß den Palast bis 1885.
Das Anwesen wurde von Antonio Zannoni umgebaut, der dabei einige der vorherigen, dekorativen Fresken zerstörte und sie durch andere dekorative Fresken von Landschaften ersetzte. Diese wurden von Gaetano Lodi realisiert.
Der große Salon wurde von der Familie Pizzardi als „Salon des Risorgimento“ umgestaltet, und zwar mit patriotischen Gemälden wie: Karl Albert in Porto von Antonio Pucinelli, Pier Capponi, der die von Karl VIII. von Frankreich auferlegten Pakte zerreißt von Alessandro Guardassoni, Cavour und Minghetti von Luigi Busi und Napoleon III. von Gaetano Belvederi.
Die Gemälde des „Salons des Risorgimento“ stiftete Carlo Alberto Pizzardi 1920 dem Museo Civico del Risorgimento in Bologna.
In den vergangenen Jahrzehnten haben viele Regierungsvertreter und Privatpersonen das Anwesen genutzt.
Der letzte Eigentümer des Palastes war Cesare Pizzardi, der Bruder von Luigi Pizzardi, der ihn 1885 an die Società Italiana per le Strade Ferrate Meridionali (dt.: Süditalienische Eisenbahngesellschaft) verkaufte. Im Zweiten Weltkrieg wurden in den Räumen des Anwesens aus den benachbarten Dörfern vertriebene Familien untergebracht und der Palast wurde Sitz des Comitato di Liberazione Nazionale und des alliierten Militärkommandos. Später wurden dort Büros der Ferrovie dello Stato Italiane untergebracht und der Palast wurde von verschiedenen Regierungsvertretern und Privatpersonen genutzt. Seit 2009 ist er Sitz der Justizbehörden.